# Dar El Hadith
Dar El Hadith est une madrassa, école religieuse musulmane, située à Tlemcen en Algérie. Véritable « école du nationalisme algérien », cet établissement est un symbole du mouvement de l'islam réformiste algérien. Dirigée à sa construction par cheikh Mohamed Bachir El Ibrahimi de l'Association des oulémas musulmans algériens, l'école joue un rôle important dans la guerre d'indépendance algérienne.

## Histoire

### Construction
Initiative portée par le cheikh Mohamed Bachir El Ibrahimi, la création de Dar El Hadith naît du besoin de doter l'Association des oulémas musulmans algériens d'un foyer intellectuel.
La construction de la madrassa est confiée au célèbre architecte algérien Abderrahmane Bouchama, qui y étudiera.

### Inauguration
La madrassa est inaugurée le 27 septembre 1937 par le cheikh Abdelhamid Ben Badis, alors président de l'Association des oulémas musulmans algériens. L'école est dirigée par le cheikh Mohamed Bachir El Ibrahimi,.

### École du nationalisme algérien

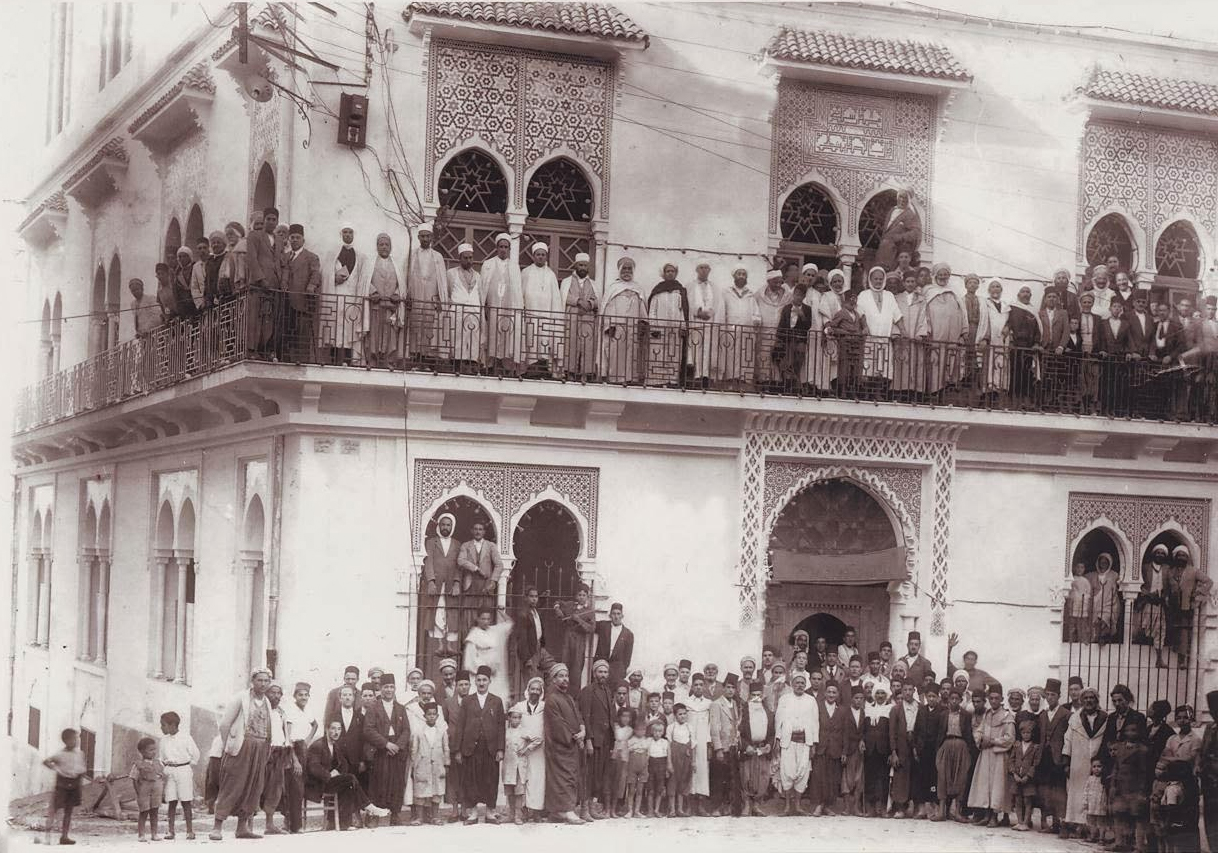
La madrasa pendant la période coloniale.

De par son engagement anticolonial, son attachement à l'identité musulmane et le grand nombre de martyrs qui y ont été formés, Dar El Hadith est considéré comme une « véritable école du nationalisme algérien durant l’époque coloniale ».
Le 4 juin 1957, en pleine guerre d'indépendance, des tirailleurs sénégalais réquisitionnent et occupent l'école.